# Laurent Ferrier (réalisateur)
Laurent Ferrier est un réalisateur français né le 14 janvier 1945 à Courbevoie.

## Biographie
Laurent Ferrier a travaillé comme assistant réalisateur pendant une dizaine d'années, notamment avec Alain Corneau, avant de tourner son unique long métrage, Le Vol du Sphinx, sorti en 1984.

## Filmographie

### Réalisateur
- 1984 : Le Vol du Sphinx

### Assistant réalisateur
- 1969 : L'Homme de désir de Dominique Delouche
- 1970 : L'Escadron Volapük de René Gilson
- 1972 : Les Zozos, de Pascal Thomas 
  - Les Yeux fermés de Joël Santoni
  - La Demoiselle d'Avignon de Michel Wyn (série)
- 1973 : Les grands sentiments font les bons gueuletons de Michel Berny
- 1974 : France société anonyme d'Alain Corneau
- 1975 : L'important c'est d'aimer d'Andrzej Żuławski
  - La Fille du garde-barrière de Jérôme Savary
- 1976 : Les Œufs brouillés de Joël Santoni
  - Le Voyage de noces, de Nadine Trintignant
  - Jonas qui aura 25 ans en l'an 2000 d'Alain Tanner
- 1977 : La Dentellière de Claude Goretta
  - Le Passé simple de Michel Drach
  - Repérages de Michel Soutter
- 1978 : Rêve de singe de Marco Ferreri
  - Judith Therpauve de Patrice Chéreau
- 1979 : Série noire d'Alain Corneau
- 1981 : La Provinciale de Claude Goretta
  - Le Choix des armes d'Alain Corneau